# Сейді
Сейді (туркм. Seýdi; колишній Нефтезаводськ) — місто в Дяневському етрапі Лебапського велаяту Туркменістану. Населення — 21 160 осіб (2010, оцінка).

## Географія
Розташований на околиці Заунгузьких Каракумів, на 70 км на північний захід від Туркменабада (колишній Чарджоу) на лівому березі Амудар'ї. Біля міста знаходиться великий пагорб і штучне озеро. Проходить автодорога Сейді — Репетек. Залізнична станція.

### Клімат
Місто знаходиться у зоні, котра характеризується кліматом тропічних пустель. Найтепліший місяць — липень із середньою температурою 30 °C (86 °F). Найхолодніший місяць — січень, із середньою температурою 1.1 °С (34 °F).
| Клімат Сейді            | Клімат Сейді | Клімат Сейді | Клімат Сейді | Клімат Сейді | Клімат Сейді | Клімат Сейді | Клімат Сейді | Клімат Сейді | Клімат Сейді | Клімат Сейді | Клімат Сейді | Клімат Сейді | Клімат Сейді |
| Показник                | Січ.         | Лют.         | Бер.         | Квіт.        | Трав.        | Черв.        | Лип.         | Серп.        | Вер.         | Жовт.        | Лист.        | Груд.        | Рік          |
| Середня температура, °C | 1,1          | 3,4          | 9,9          | 17,7         | 23,2         | 27,8         | 30           | 27,3         | 21,7         | 14,4         | 8,6          | 3,5          | 15,7         |
| Норма опадів, мм        | 17.9         | 13.2         | 24.9         | 22.7         | 9.8          | 0.6          | 0.2          | 0.2          | 1.1          | 3.1          | 10.9         | 16.6         | 121.2        |
| Днів з опадами          | 6            | 5,3          | 6,5          | 5,8          | 3,1          | 0,7          | 0,3          | 0,2          | 0,6          | 2,6          | 3,5          | 6,4          | 41           |
| Вологість повітря, %    | 72.3         | 66.6         | 58.1         | 50           | 37.7         | 30.3         | 30.5         | 31.2         | 37.3         | 48.7         | 60.9         | 72.3         | 49.7         |
| ----------------------- | ------------ | ------------ | ------------ | ------------ | ------------ | ------------ | ------------ | ------------ | ------------ | ------------ | ------------ | ------------ | ------------ |
| Джерело: Weatherbase    |              |              |              |              |              |              |              |              |              |              |              |              |              |

## Історія
Нефтезаводськ виник в 1973 році у зв'язку з будівництвом нафтопереробного заводу. Був селищем міського типу в Дейнаускому районі Чарджоуської області Туркменської РСР, СРСР.
23 серпня 1990 року Нефтезаводськ був перейменований на Сейді, на честь туркменського поета і патріота Сеїтназара Сейді, і отримав статус міста.

## Населення
| Рік       | 1979 | 1989  | 2010  |
| --------- | ---- | ----- | ----- |
| Населення | 4410 | 11059 | 21160 |

## Економіка
У місті знаходиться Сейдинський нафтопереробний завод, бавовнопрядильна фабрика, завод залізобетонних конструкцій.
Міністерство текстильної промисловості Туркменістану оголосило міжнародний тендер на проектування і будівництво «під ключ» фабрики з виробництва бавовняної пряжі в місті.

## Пам'ятки
- Руїни старої фортеці.
- Музей Амудар'їнського державного заповідника.